# Persone di nome Óscar/Calciatori
| Questa pagina contiene informazioni ricavate automaticamente dalle voci biografiche con l'ausilio del template Bio e di un bot. L'aggiornamento è periodico e automatico e ricostruisce completamente la pagina. Se manca una persona in questa lista, sei pregato di non aggiungerla, ma accertati piuttosto che la sua voce biografica contenga il template Bio e che i dati anagrafici siano correttamente compilati. Se il template Bio manca, inseriscilo tu stesso o, in alternativa, metti l'avviso {{tmp\|Bio}} che ne segnala la mancanza. Se i dati riportati sono sbagliati, correggi direttamente la voce biografica; le modifiche saranno visibili in questa lista entro pochi giorni. Per chiarimenti vedi il progetto antroponimi. La lista contiene solo le 105 persone che sono citate nell'enciclopedia e per le quali è stato implementato correttamente il template Bio. Pagina aggiornata al 16 ott 2024. |

Questa è una lista di persone presenti nell'enciclopedia che hanno il nome Óscar e sono calciatori.

## A(11)
- Óscar Aguilera, calciatore paraguaiano (Asunción, n. 1935 - Siviglia, † 1979)
- Óscar Aguirregaray, ex calciatore uruguaiano (Montevideo, n. 1959)
- Óscar Aranda, calciatore spagnolo (Granada, n. 2002)
- Óscar Arce, ex calciatore colombiano (Unguía, n. 1990)
- Nahuel Arias, calciatore argentino (Buenos Aires, n. 2005)
- Óscar Arriaza, ex calciatore cileno (Copiapó, n. 1956)
- Óscar Arribas, calciatore spagnolo (Parla, n. 1998)
- Daniel Arroyo, calciatore salvadoregno (Santa Ana, n. 1990)
- Javier Avilés, calciatore spagnolo (Madrid, n. 1997)
- Óscar Darío Ayala, calciatore paraguaiano (Mariano Roque Alonso, n. 1985)
- Óscar Omar Ayala, ex calciatore paraguaiano (Nueva Italia, n. 1980)

## B(5)
- Óscar Bagüí, ex calciatore ecuadoriano (Borbón, n. 1982)
- Óscar Baldomar, calciatore boliviano (Santa Cruz de la Sierra, n. 1996)
- Óscar Bonfiglio, calciatore e allenatore di calcio messicano (Guaymas, n. 1905 - Guaymas, † 1987)
- Oscar Bonilla, calciatore honduregno (Tocoa, n. 1978)
- Óscar Briceño, ex calciatore colombiano (Cúcuta, n. 1985)

## C(12)
- Óscar Cabezas, calciatore colombiano (San Andrés de Tumaco, n. 1996)
- Óscar Cardozo, calciatore paraguaiano (Juan Eulogio Estigarribia, n. 1983)
- Pablo Cavallero, ex calciatore argentino (Lomas de Zamora, n. 1974)
- Óscar Celada, ex calciatore spagnolo (Luarca, n. 1966)
- Óscar Cerén, calciatore salvadoregno (Quezaltepeque, n. 1991)
- Óscar Clemente, calciatore spagnolo (Adeje, n. 1999)
- Óscar Coll, calciatore argentino (Buenos Aires, n. 1928 - † 2001)
- Óscar Conde, calciatore venezuelano (Maracay, n. 2002)
- Óscar Córdoba, ex calciatore colombiano (Cali, n. 1970)
- Óscar Cortés, ex calciatore colombiano (Bogotà, n. 1968)
- Óscar Cortés, calciatore colombiano (Tumaco, n. 2003)
- Óscar Cruz, calciatore uruguaiano (Montevideo, n. 2002)

## D(6)
- Mario Desiderio, ex calciatore argentino (Buenos Aires, n. 1938)
- Óscar Díaz, ex calciatore colombiano (Riofrío, n. 1972)
- Óscar Duarte, calciatore costaricano (Masaya, n. 1989)
- Óscar Díaz González, calciatore spagnolo (Madrid, n. 1984)
- Óscar Armando Díaz, calciatore salvadoregno (Santa Rosa de Lima, n. 1970 - Santa Rosa de Lima, † 1998)
- Óscar de Marcos, calciatore spagnolo (Laguardia, n. 1989)

## E(1)
- Óscar Estupiñán, calciatore colombiano (Cali, n. 1996)

## F(2)
- Óscar Fernández Monroy, ex calciatore messicano (Città del Messico, n. 1987)
- Óscar Ferro, ex calciatore uruguaiano (Montevideo, n. 1967)

## G(9)
- Óscar García Guerrero, calciatore spagnolo (La Zubia, n. 1988)
- Pinchi, calciatore spagnolo (La Coruña, n. 1996)
- Boniek García, ex calciatore honduregno (Tegucigalpa, n. 1984)
- Óscar Garro, calciatore argentino (Buenos Aires, n. 1922)
- Óscar Gil Osés, calciatore spagnolo (Peralta, n. 1995)
- Óscar Gil Regaño, calciatore spagnolo (Elche, n. 1998)
- Óscar González, calciatore venezuelano (Puerto Ayacucho, n. 1992)
- Esteban Granados, ex calciatore costaricano (Cartago, n. 1985)
- Óscar González Marcos, ex calciatore spagnolo (Salamanca, n. 1982)

## H(2)
- Óscar Ignacio Hernández, calciatore cileno (Santiago del Cile, n. 1993)
- Óscar Herrera, calciatore cileno (Talcahuano, n. 1959 - † 2015)

## I(1)
- Óscar Isaula, calciatore guatemalteco (Tegucigalpa, n. 1982)

## J(2)
- Óscar Jiménez, calciatore messicano (Chihuahua, n. 1988)
- Óscar Jiménez, calciatore salvadoregno (Ilopango, n. 1979)

## L(4)
- Óscar Linton, calciatore panamense (n. 1993)
- Óscar López Vázquez, calciatore colombiano (Medellín, n. 1939 - Cali, † 2005)
- Óscar López Scrochi, ex calciatore argentino (Avellaneda, n. 1941)
- Óscar Tomás López, ex calciatore argentino (Buenos Aires, n. 1939)

## M(11)
- Óscar Macías, calciatore messicano (Guadalajara, n. 1998)
- Óscar Valentín, calciatore spagnolo (Navalmoral de la Mata, n. 1994)
- Óscar McFarlane, ex calciatore e ex giocatore di calcio a 5 panamense (Panama, n. 1980)
- Óscar Melendo, calciatore spagnolo (Barcellona, n. 1997)
- Óscar Melgarejo, calciatore uruguaiano
- Óscar Mena, ex calciatore e allenatore di calcio argentino (Luján, n. 1970)
- Óscar Míguez, calciatore uruguaiano (Montevideo, n. 1927 - Montevideo, † 2006)
- Óscar Miñambres, ex calciatore spagnolo (Madrid, n. 1981)
- Óscar Mingueza, calciatore spagnolo (Santa Perpètua de Mogoda, n. 1999)
- Óscar Javier Morales, ex calciatore uruguaiano (Montevideo, n. 1975)
- Oscar Javier Méndez, calciatore uruguaiano (Montevideo, n. 1994)

## N(1)
- Óscar Navarro, ex calciatore salvadoregno (La Libertad, n. 1979)

## O(2)
- Óscar Opazo, calciatore cileno (Concón, n. 1990)
- Haret Ortega, calciatore messicano (Iguala, n. 2000)

## P(3)
- Óscar Passo, ex calciatore colombiano (n. 1980)
- Óscar Pérez Bovela, ex calciatore spagnolo (Oviedo, n. 1981)
- Óscar Plano, calciatore spagnolo (Madrid, n. 1991)

## Q(1)
- Óscar Quiñónez, calciatore ecuadoriano (Machala, n. 2001)

## R(11)
- Óscar Rivas, calciatore spagnolo (Albacete, n. 2000)
- Óscar Rodríguez Antequera, ex calciatore spagnolo (Siviglia, n. 1980)
- Óscar Rodríguez Arnaiz, calciatore spagnolo (Talavera de la Reina, n. 1998)
- Óscar Vladimir Rojas, ex calciatore cileno (Purén, n. 1958)
- Óscar Emilio Rojas, ex calciatore costaricano (San José, n. 1979)
- Óscar Adrián Rojas, ex calciatore messicano (Città del Messico, n. 1981)
- Óscar Ricardo Rojas, ex calciatore messicano (Città del Messico, n. 1988)
- Óscar David Romero, calciatore paraguaiano (Fernando de la Mora, n. 1992)
- Óscar Pablo Rossi, calciatore argentino (Capital Federal, n. 1930 - † 2012)
- Óscar Guillermo Rossi, calciatore argentino (n. 1931 - † 1957)
- Óscar Ruiz Roa, calciatore paraguaiano (Asunción, n. 1991)

## S(6)
- Óscar Salas, calciatore honduregno (Olanchito, n. 1993)
- Óscar Salinas, calciatore cileno (Curacaví, n. 1988)
- Óscar Carmelo Sánchez, calciatore e allenatore di calcio boliviano (Cochabamba, n. 1971 - La Paz, † 2007)
- Óscar Serrano Rodríguez, ex calciatore spagnolo (Blanes, n. 1981)
- Óscar Sielva, calciatore spagnolo (Olot, n. 1991)
- Óscar Sonejee, ex calciatore andorrano (Andorra la Vella, n. 1976)

## T(4)
- Óscar Tabárez, ex calciatore e allenatore di calcio uruguaiano (Montevideo, n. 1947)
- Óscar Tabuenca, ex calciatore spagnolo (Bilbao, n. 1971)
- Óscar Téllez, ex calciatore spagnolo (Madrid, n. 1975)
- Óscar Trejo, calciatore argentino (Santiago del Estero, n. 1988)

## U(2)
- Óscar Ulloa, ex calciatore salvadoregno (n. 1963)
- Óscar Ustari, calciatore argentino (América, n. 1986)

## V(6)
- Óscar Carvalho, calciatore portoghese (Porto, n. 1903)
- Óscar Valdez, ex calciatore argentino (Buenos Aires, n. 1946)
- Óscar Vales, ex calciatore spagnolo (Bilbao, n. 1974)
- Óscar Vanegas, calciatore colombiano (Sincelejo, n. 1996)
- Óscar Vílchez, calciatore peruviano (Chiclayo, n. 1986)
- Óscar Villa, calciatore messicano (Pánuco, n. 2001)

## W(2)
- Óscar Whalley, calciatore spagnolo (Saragozza, n. 1994)
- Óscar Wirth, ex calciatore cileno (Santiago del Cile, n. 1955)

## Z(1)
- Óscar Zambrano, calciatore ecuadoriano (Santo Domingo, n. 2004)